# Mate y la luz fantasma
Mate y la luz fantasma (título original en inglés: Mater and the Ghostlight) es un cortometraje animado por computadora creado por Pixar en 2006, para el DVD de Cars, el cual fue lanzado el 31 de octubre de 2006. El corto cuenta la historia de Mate siendo perseguido por una misteriosa Luz Fantasma azul.

## Argumento
El corto comienza con la canción "Behind the Clouds" (Tras las nubes en España) y muestra a Mate haciendo bromas a los otros ciudadanos de Radiador Springs: moviendo las flores de Rojo, saliendo de un montón de neumáticos para asustar a Guido y Luigi, disfrazándose como un vampiro con conos para asustar a Sally, intentando asustar a Lizzie mientras duerme (que no tiene éxito), moviendo las latas de gasolina de Fillmore hacia afuera mientras él las toma, y saltando sobre el "Rayo" McQueen mientras este lo esperaba escondiéndose detrás de su señal. Luego Mate le dice "Oye, amigo, gritaste como si hubieras visto... ¡la Luz Fantasma!".
Sheriff le dice a Mate que no se burle de la Luz Fantasma. Cuando McQueen pregunta sobre la Luz Fantasma, Sheriff le explica que esa luz es una reluciente y horrible esfera de luz traslúcida que recorre Radiador Springs, pero Mate le recuerda a Rayo que no es real, pero Sheriff señala que es real. Luego les cuenta a todos la leyenda de la Luz Fantasma, donde todo se había iniciado una noche igual a esa, se oía aullar a los coyotes desde Rancho Cochazo y un ardiente viento veraniego soplaba como el aliento de su sombra, y continúa relatando la desaparición de unos jóvenes que circulaban por un tramo oscuro de la Madre Carretera, cuando vieron un extraño fulgor azul, y todo lo que quedó fueron "dos matrículas de otro estado". Sheriff advierte a los demás que no lo olviden, pues si hay algo que enfurece más que nada a la Luz Fantasma, es el sonido del metal golpeando. Mate está tan asustado que comienza a hacer el ruido que la Luz Fantasma odia más y trata de detenerse. Sheriff finaliza la historia con una advertencia de que la Luz Fantasma podría estar en cualquier parte. El resto del grupo dice buenas noches y apaga todas las luces de la tienda, dejando a un Mate nervioso y asustado solo en la oscuridad. Nervioso, regresa al depósito de chatarra y ve la sombra de un monstruo y, en un choque repentino, ilumina su luz, revelando que es solo una pila de basura. Después de que se rompa la luz de su faro, entra a su garaje sin paredes y cierra la puerta, que luego se cae. De repente aparece una luz frente a él y entra en pánico, creyendo que es la Luz Fantasma hasta que se da cuenta de que es solo un error de iluminación y era una luciérnaga que tenía color amarillo, pero el Sheriff dijo que era una luz azul. De repente, una luz azul aparece detrás de él. Después de usar su espejo para observarlo, se asusta de ella, pensando que es la Luz Fantasma.
Mate es perseguido por la Luz Fantasma, la cual era una simple linterna fijada al cable de remolque de Mate por "El Rayo" y Guido. Entra en Willy's Butte y despierta a Frank y a los tractores y, en diferentes ángulos, gira en cámara lenta gritando como un toro (simulando el derrape de Rayo y Doc Hudson de la primera película). Los otros residentes de Radiador Springs ven como Mate maneja frenéticamente con la Luz Fantasma en su gancho, antes de que Mate se canse y descubra la verdad. Sus amigos le dicen que fue una broma para darle una lección de todas las bromas que jugó con ellos. Sheriff le dice amablemente a Mate que a lo único que debe asustarse es de su imaginación. Doc, en tono de broma, agrega que todo lo que Mate tuvo que temer realmente del "Espectro Aullador" (Espectro Mortal en España) antes de que todos se fueran de Mate, el cual estaba solo y asustado de nuevo, murmurando "¿El espectro qué?".
En una escena poscréditos, Mate ve en realidad al Espectro Aullador pero, sin darse cuenta de que es él, le advierte del espectro antes de irse, dejando confundido al camión monstruoso.

## Lanzamiento
Este corto fue lanzado el 7 de noviembre del 2006 en el DVD de Cars como material adicional. El 6 de noviembre de 2007 fue lanzada en formato Blu-Ray en el Blu-Ray de Cars y en el Blu-Ray/DVD Los Cortos de Pixar Vol. 1.

## Elenco
- Larry the Cable Guy como Mate
- Owen Wilson como Rayo McQueen.
- Bonnie Hunt como Sally Carrera.
- Paul Newman como Doc Hudson.
- Michael Wallis como Sheriff.
- Cheech Marin como Ramón.

Los personajes que no hablan que aparecen en el cortometraje incluyen a Luigi, Guido, Flo, Fillmore, Sargento, Lizzie, Rojo, Mack, Frank y los tractores.